# Paweł Brodzisz

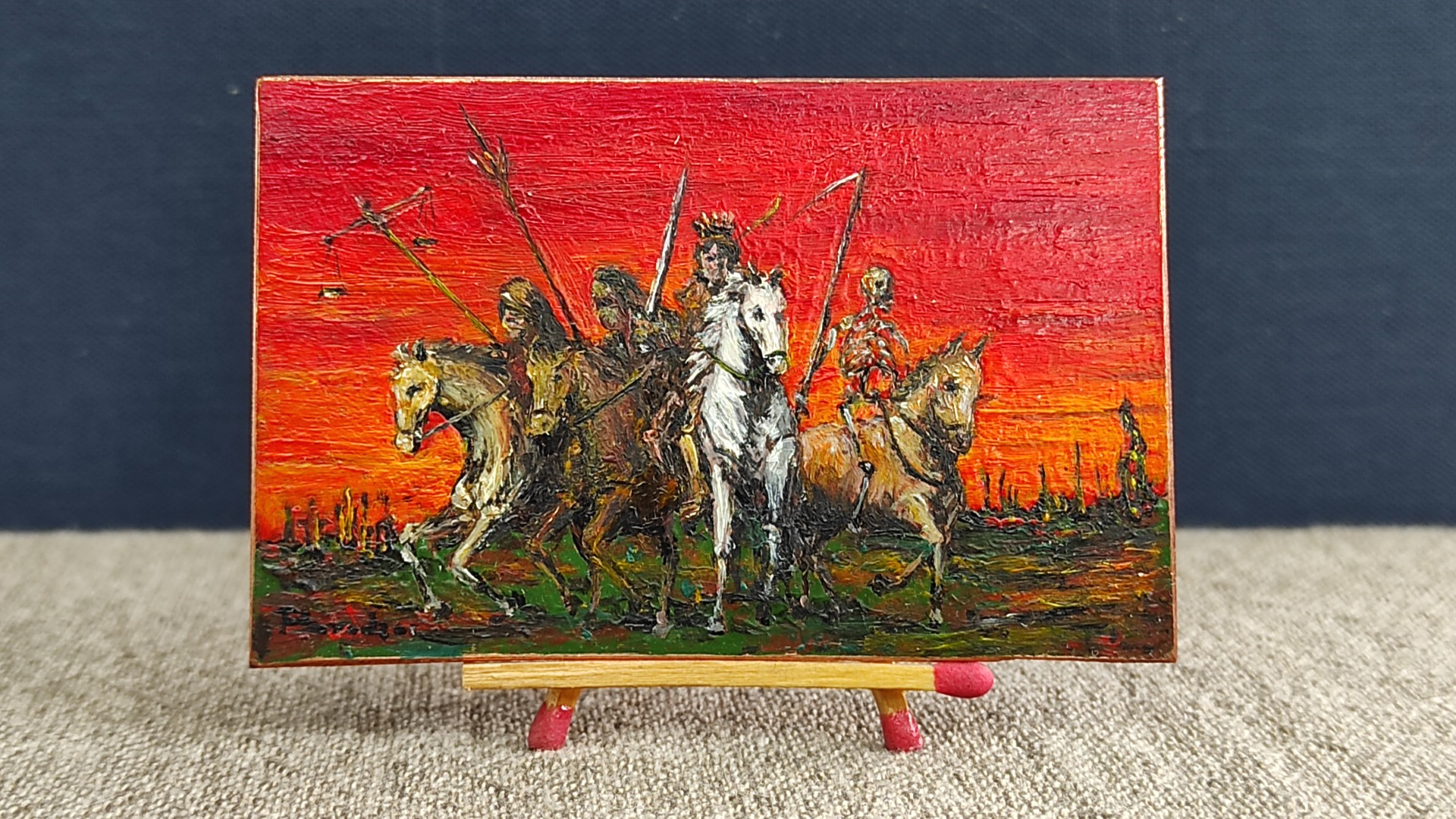
Czterej jeźdźcy Apokalipsy – (2025). Miniatura na miedzi o wymiarach 5,0 x 7,7 cm w Muzeum Miniaturowej Sztuki Profesjonalnej Henryk Jan Dominiak w Tychach

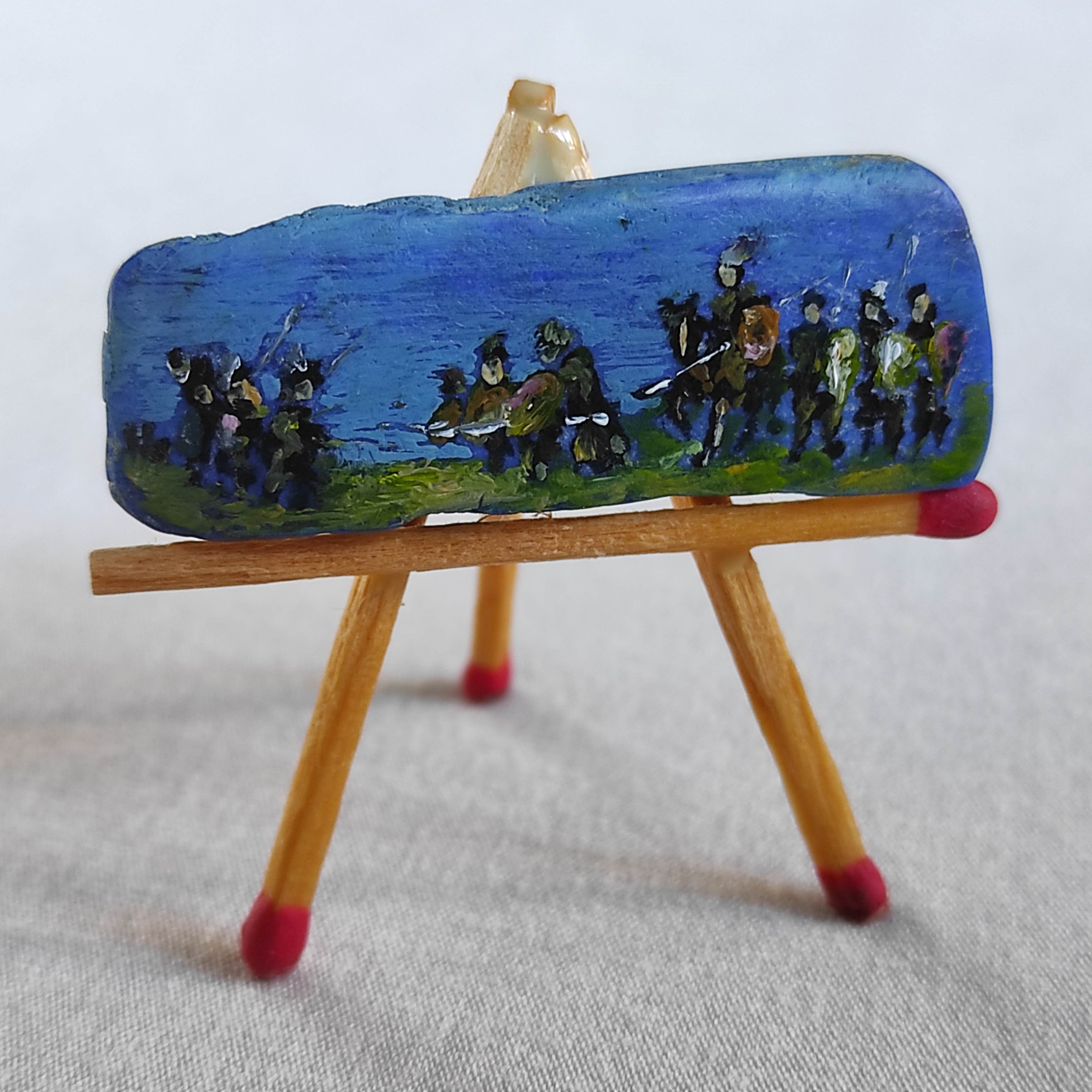
Bitwa pod Cedynią – (2022). Miniatura olejna na kamieniu lapis-lazuli o wymiarach 1,5 x 4,2 cm w Muzeum Miniaturowej Sztuki Profesjonalnej Henryk Jan Dominiak w Tychach

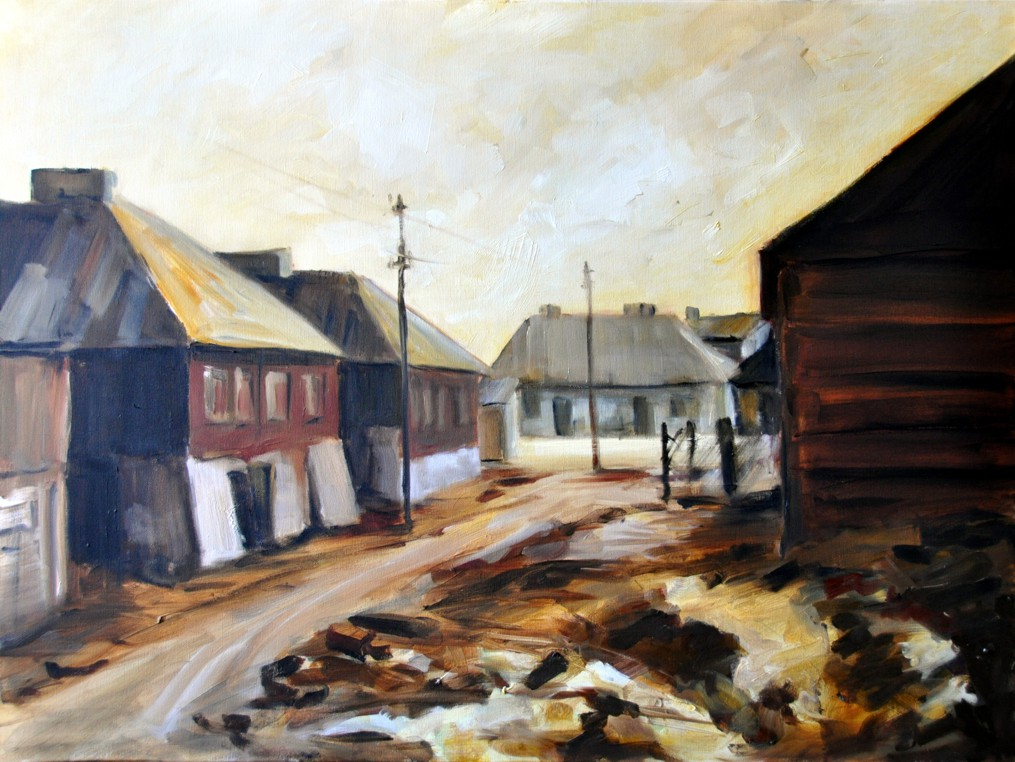
Łęczna, plac Kanałowy, lata 50. XX w. – (2012). Olej na płótnie o wymiarach 60 x 80 cm przedstawiający zabudowania Starego Miasta – najstarszego gruntu oraz części budynków

Róże – (2017). Olej na terakocie o wymiarach 2,3 x 2,3 cm

Paweł Brodzisz (ur. 15 lutego 1975 w Jaszczowie) – polski artysta malarz, fotograf, grafik, rysownik eksponowany w kraju i za granicą oraz regionalista Lubelszczyzny i Śląska.

## Życiorys
Ukończył studia inżynierskie na kierunku rolnictwo Akademii Rolniczej w Lublinie. Absolwent studiów magisterskich Wydziału Artystycznego Uniwersytetu Marii Curie-Skłodowskiej w Lublinie na kierunku edukacja artystyczna w zakresie sztuk plastycznych, specjalizacja – malarstwo. Kształcił się podyplomowo z zarządzania zasobami ludzkimi na Wydziale Nauk Społecznych Katolickiego Uniwersytetu Lubelskiego Jana Pawła II.

## Twórczość
Mieszka, pracuje i tworzy w Łęcznej. Debiutował wystawą zbiorową w 1992 roku. Zwykle maluje w barwach polichromatycznych techniką olejno-alkidowo/ftalową na płótnie, jak również ceramice ściennej z terakoty i kamieniach dekoracyjnych. Jednocześnie interesując się monochromatyczną grafiką linorytową, co więcej monotypią, a także fotografią, archiwizuje i prowadzi studia nad historią Łęcznej, której gminną ewidencję zabytków prowadzi Urząd Miejski.
Na co dzień kierownik, instruktor plastyczny Centrum Kultury w Łęcznej prowadzi edukację plastyczną dzieci i młodzieży, ucząc z sukcesem. Animator kultury i regionalizmu, autor bądź współautor takich projektów jak „Łęcznianie”, „Pamięć miejsc”, „Czas zastygły w fotografii”, „2 Eskadra wywiadowcza 1918–1921”. „Łęczna w blasku szabasowych świec” – publikacja wydana przy współpracy z Fundacją Ochrony Dziedzictwa Żydowskiego.
Powołany do zarządu aktywista dobrowolnie i trwale związany z grupą osób stowarzyszonych w Łęczyńskim Stowarzyszeniu Twórców Kultury i Sztuki PLAMA i Towarzystwie Przyjaciół Ziemi Łęczyńskiej.

## Wystawy zbiorowe i plenery
Dotychczas Paweł Brodzisz uczestniczył w ponad stu pokazach zbiorowych krajowych i międzynarodowych oraz zorganizował blisko czterdzieści autorskich wystawach indywidualnych.
Brał udział w międzynarodowych plenerach na Węgrzech, Ukrainie, Białorusi w Japonii, Korei Południowej, Czechach, Rumunii, Niemczech i w Austrii, równocześnie współpracując z artystami wymienionych państw.

### Ekspozycje krajowe

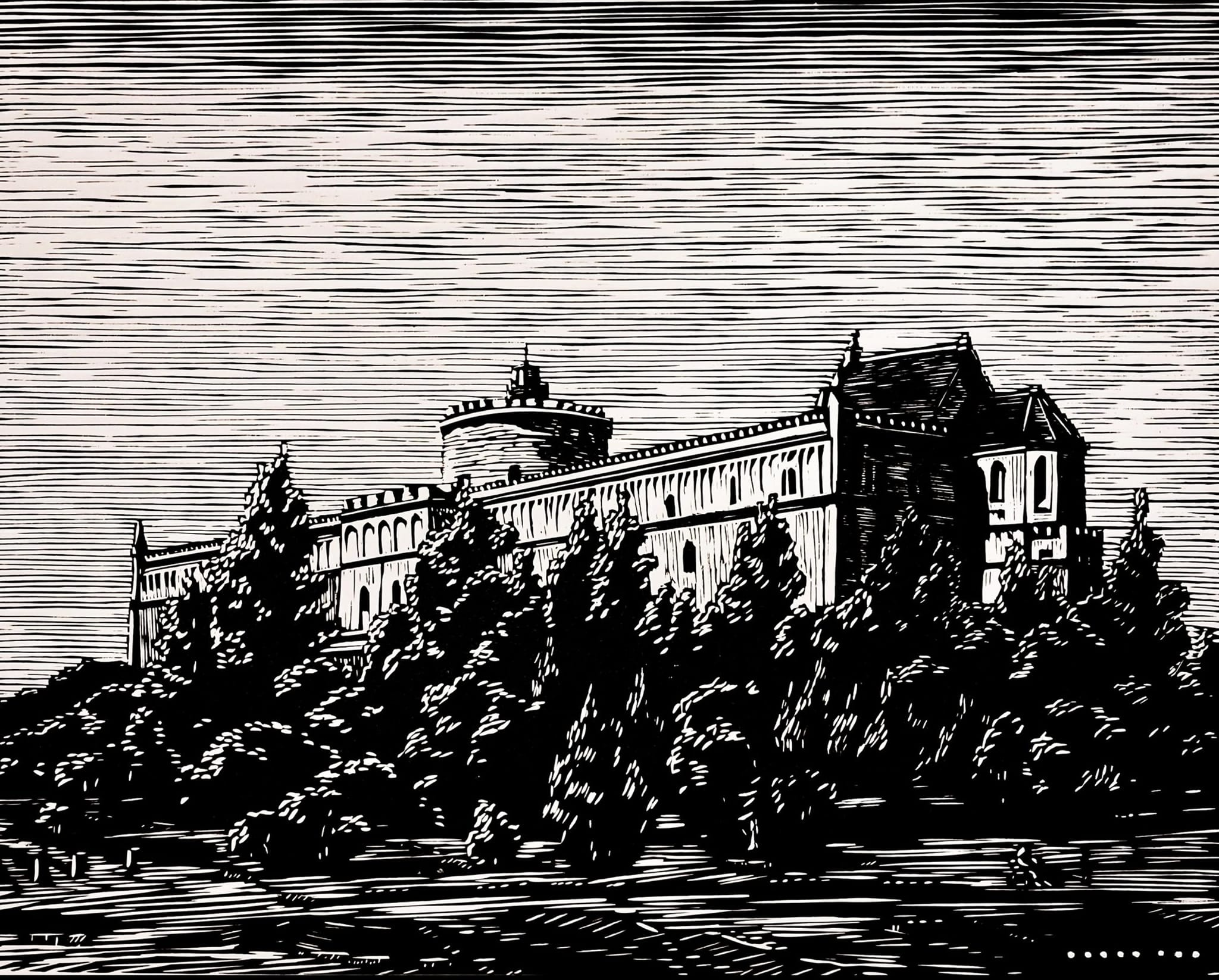
Zamek w Lublinie – (2022). Linoryt na papierze o wymiarach 37 x 47 cm

- Chełm – 2006[27][2]
- Góra Kalwaria – 2024[27][2]
- Lublin – 2005, 2022[27][2]
- Puławy – 2019[28][2]
- Świdnik – 2022[31][2]
- Tychy – 2021[32][27][33]
- Ekspozycje wyjazdowe MMSPHJDwT
  - Jankowice – 2013[34]
  - Tychach – Park Miejski – z okazji Święta Wojska Polskiego – 2013, 2014, 2015[34]
  - Pszczyna – 3013[34]
  - Nowa Ruda – Muzeum Górnictwa w Nowej Rudzie – 2014[34]
  - Jeżowe – Muzeum Figur Chrystusa Frasobliwego w Jeżowem – 2014[34]
  - Biała Podlaska – 2015[35]

### Ekspozycje międzynarodowe

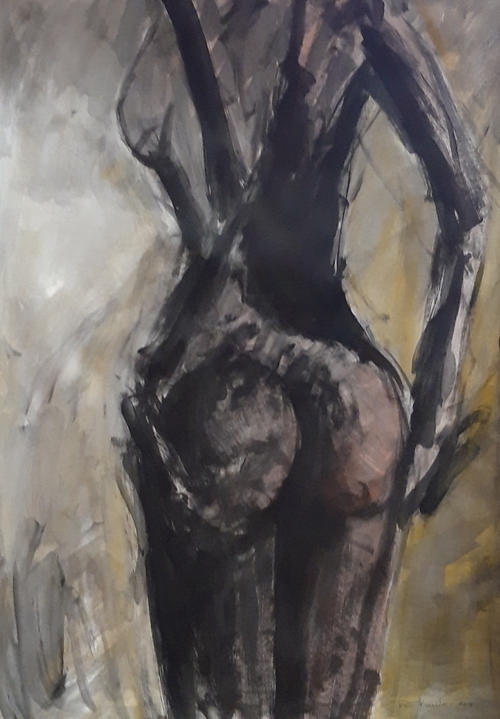
Akt – (2019). Praca prezentowana na wystawie The 37th ASROPA International Art Exhibition in Gunsan w Korei Południowej – olej na papierze o wymiarach 80 x 60 cm

- Austria
  - Wiedeń – 2013[27][2]
- Korea Południowa
  - Gunsan
    - 2013 – The 27th ASROPA international exhibition in Korea – galeria SANTAROSA w Gunsan[27][2]
    - 2018 – The 34th ASROPA international art exhibition in Gunsan Arts Center – udział 89 artystów z 39 krajów[27][10][2]
    - 2019 – The 35 ASROPA Gunsan Modern History Museum[27][2]
    - 2019 – The 35 ASROPA International Art Collective Exhibition in Gunsan Saemangeum Convention Center[27][2]
    - 2019 – The 37th ASROPA International Art Exhibition in Gunsan 1st Exhibition Oct.24.~26. 2019. Gunsan Convention Center[27][2]
    - 2019 – The 37th ASROPA International Art Exhibition in Gunsan 2nd Exhibition Oct.30.~Nov.30 2019. Gunsan Modern History Museum[27][2]
    - 2019 – The 37th ASROPA International Art Exhibition in Gunsan" 3rd Exhibition Dec.05.~11 2019. Gunsan Art Center in Gunsan[27][2]
- Węgry
  - Hajdúhadház – 2001[1][27][2]
- Włochy
  - Treviolo – 2004[1][27][2]

## Zbiory
Prace w muzeach

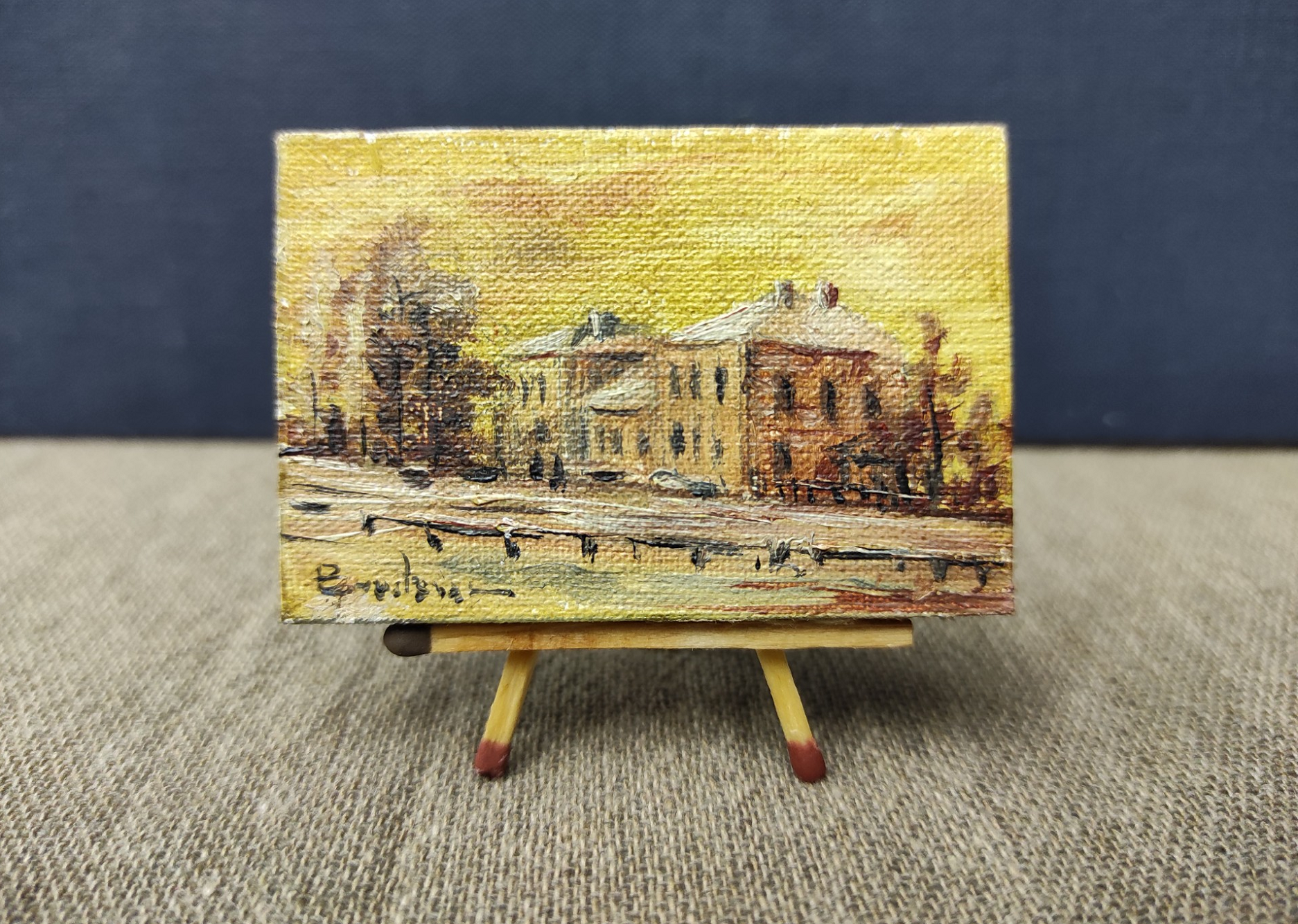
Dworzec Wiedeński początek XX wieku – (2013). Miniatura olejna na płótnie o wymiarach 4,0 x 6,1 cm eksponat w MMSPHJDwT – Cykl Architektura Śląska w miniaturze

- Miniatury w zbiorach Muzeum Miniaturowej Sztuki Profesjonalnej Henryk Jan Dominiak w Tychach[2]

## Życie prywatne
W udokumentowanym prawnie związku małżeńskim z Małgorzatą, z którą w linii prostej ma dwoje zstępnych. To syn Adam Brodzisz i córka Joanna Brodzisz. Natomiast jego wstępni w linii prostej, to ojciec Bogumił Brodzisz i matka Joanna Brodzisz.

## Odznaczenia i wyróżnienia

### Odznaczenia
- Odznaka honorowa „Zasłużony dla Kultury Polskiej” (2025)[42][43][44]
- Odznaka Honorowa „Zasłużony dla Województwa Lubelskiego” (2025)[45]

### Nagrody
- Laureat „Nagrody Kulturalnej Województwa Lubelskiego” za całokształt działalności kulturalnej – (2013)[2][12]
- Wyróżniony nagrodą „Jesień Plastyczna – Hrubieszów 2005”, ufundowaną przez dyrektora Muzeum im. ks. Stanisława Staszica w Hrubieszowie, za pracę pt. „Ubrana w czerń i błękit” – (2005)[1][2]
- „Łęczyński Odyniec Kultury” – nagroda burmistrza Łęcznej przyznana przez Teodora Kosiarskiego, za znaczący wkład w rozwój lokalnej kultury – (2015)[12]
- 2 Eskadra Wywiadowcza (1918–1921) – wydawnictwo, którego jest współredaktorem, przygotowane przez Centrum Kultury w Łęcznej – w roku 2010 nagrodzono Wawrzynem Pawła Konrada i tytułem „Książka roku 2010” w kategorii Album – Lubelszczyzna w konkursie organizowanym przez Wojewódzką Bibliotekę Publiczną im. Hieronima Łopacińskiego w Lublinie[2]